# P-51 Dragon Fighter
P-51 Dragon Fighter ist ein US-amerikanischer B-Movie, der Elemente des Kriegsfilms und des Fantasyfilms vereint. Regie führte Mark Atkins, der auch das Drehbuch verfasste.

## Handlung
1942 steht der deutsche Afrikafeldzug vor dem Aus. Der Kryptozoologe Dr. Gudrun und SS-Mann Emerick lassen aus in der Wüste gefundenen Eiern Drachen züchten, um das Kriegsgeschehen wieder zu drehen. Gesteuert werden die Drachen von einer Einheit von Vril-Klerikerinnen mittels Gedankenkontrolle.
Die Amerikaner bekommen Wind von der Sache und der Ex-Pilot John Robbins erhält den Auftrag, eine streng geheime Luftkampfeinheit aus 8 erfahrenen Piloten zusammenzustellen, um die Drachen zu bekämpfen. In einer verlustreichen Luftschlacht wird einer der Drachen abgeschossen und stürzt in die Wüste. Robbins führt einige Soldaten zu der Absturzstelle, wo sie aber bereits von deutschen Soldaten erwartet werden und in Gefangenschaft geraten. Sie werden zu Erwin Rommel gebracht, der ihnen von einer geheimen unterirdischen Zuchtstation berichtet. Rommel fürchtet, dass die weiblichen Drachen, welche sich durch Parthenogenese vermehren, ein seltenes und viel mächtigeres männliches Exemplar ausbrüten könnten. Die Klerikerinnen wären dann nicht mehr in der Lage, die Drachen zu steuern, was das Ende der zivilisierten Welt zur Folge hätte. Rommel berichtet von einem Insider in der Brutanlage und lässt die Soldaten gehen.
Robbins startet einen Angriff mit einem B-17 Bomber und mehreren Mustangs, während ein Bodenteam die Brutstätte infiltriert. Eine der Vril entpuppt sich als Kontaktperson. Sie öffnet zusammen mit dem Bodenteam einen Belüftungsschacht, durch den die B-17 die Bomben werfen soll. Unterdessen erwacht der männliche Drache, erkennbar an seinen wie Hakenkreuzflaggen gefärbten Flügeln. Das Männchen verbrennt Dr. Gudrun mit einem Feuerstoß und hebt ab. Es kommt zu einer finalen Luftschacht zwischen den Mustangs und den Drachen. Robbins steuert seine Mustang in das Drachenmännchen, um es zu vernichten. Er kann sich jedoch mit dem Schleudersitz retten und wird von den Überlebenden des Bodentrupps aufgelesen und kehrt in das Basislager zurück, wo er sich inzwischen in die Krankenschwester Rachel McKee verliebt hat.

## Sonstiges
- Die mit der im Film dargestellten Klarsichthaube ausgestattete „D“ Ausführung der P-51 Mustang wurde erst 1944 in Dienst gestellt, zwei Jahre nach der Filmhandlung.

## Rezeption
Der Film erhielt durchschnittliche bis unterdurchschnittliche Bewertungen. Gelobt wurde vor allem die Idee und die Umsetzungen der Drachen, die CGI-Animationen seien jedoch mangelhaft und die Charaktere langweilig.
Der Film wurde für das Action on Film International Film Festival nominiert.